# Karpaten-Kranzenzian
Der Karpaten-Kranzenzian (Gentianella lutescens) ist eine Pflanzenart aus der Gattung der Kranzenziane (Gentianella) in der Familie der Enziangewächse (Gentianaceae).

## Beschreibung

### Vegetative Merkmale
Der Karpaten-Kranzenzian ist eine zweijährige krautige Pflanze, die Wuchshöhen von 3 bis 40 Zentimetern erreicht. Sie ist unverzweigt oder im oberen Teil verzweigt. Die gegenständig angeordneten Stängelblätter sind kahl, schmal-eiförmig mit stumpfem oberen Ende. Nur die obersten Laubblätter sind zugespitzt.

### Generative Merkmale
Die Blüten stehen in einem traubigen Blütenstand zusammen. 
Die Blüten sind meist fünfzählig mit doppelter Blütenhülle. Die linealischen Kelchzipfel sind kürzer als oder gleich lang wie die ungeflügelte Kelchröhre, zwei Kelchzipfel sind breiter als die restlichen. Ihr Rand ist glatt oder zurückgerollt. Die Buchten zwischen den Kelchzipfeln sind stumpf oder nahezu spitz. Die purpurfarbene oder gelbliche Krone ist 18 bis 25 Millimeter lang.
Die Kapselfrucht ist gestielt.
Die Chromosomenzahl beträgt 2n = 36.

## Vorkommen
Gentianella lutescens ist im östlichen Mitteleuropa und der nördlichen Hälfte der Balkanhalbinsel verbreitet. Die Art kommt dort meist in den Bergen vor. Sie gedeiht meist in Magerrasen.

## Taxonomie
Die Erstbeschreibung erfolgte 1889 unter dem Namen (Basionym) Gentiana lutescens durch den tschechischen Botaniker Josef Velenovský. Die Neukombination zu Gentianella lutescens (Velen.) Holub wurde 1967 durch Josef Holub veröffentlicht. Das Artepitheton lutescens bedeutet gelblich.